# Marathon van Fukuoka 1986
De marathon van Fukuoka 1986 werd gelopen op zondag 7 december 1986. Het was de 40e editie van de marathon van Fukuoka. Aan deze wedstrijd mochten alleen mannelijke elitelopers deelnemen. De Tanzaniaan Juma Ikangaa kwam als eerste over de streep in 2:10.06.

## Uitslagen
| rang   | naam                | land | tijd    |
| ------ | ------------------- | ---- | ------- |
| Goud   | Juma Ikangaa        | TAN  | 2:10.06 |
| Zilver | Yuichiro Osuda      | JPN  | 2:11.19 |
| Brons  | Bruno LaFranchi     | SUI  | 2:11.25 |
| 4      | Kazuyoshi Kudo      | JPN  | 2:11.58 |
| 5      | Isamu Sennai        | JPN  | 2:11.59 |
| 6      | Chiaki Harumatsu    | JPN  | 2:12.02 |
| 7      | Tetsuo Urakawa      | JPN  | 2:12.14 |
| 8      | David Edge          | CAN  | 2:12.26 |
| 9      | Takashi Kondo       | JPN  | 2:13.00 |
| 10     | Loris Pimazzoni     | ITA  | 2:13.10 |
| 11     | Alessio Faustini    | ITA  | 2:13.27 |
| 12     | Yoshihiro Nishimura | JPN  | 2:13.52 |
| 13     | Hiroshi Nagashima   | JPN  | 2:14.14 |
| 14     | Fumiaki Abe         | JPN  | 2:14.17 |
| 15     | Toru Mimura         | JPN  | 2:14.19 |
| 16     | Tomio Sueyoshi      | JPN  | 2:14.19 |
| 17     | Yoshizo Morita      | JPN  | 2:14.27 |
| 18     | Toshihiro Shibutani | JPN  | 2:14.41 |
| 19     | Young-Man Ban       | KOR  | 2:14.46 |

1947 ·
1948 ·
1949 ·
1950 ·
1951 ·
1952 ·
1953 ·
1954 ·
1955 ·
1956 ·
1957 ·
1958 ·
1959 ·
1960 ·
1961 ·
1962 ·
1963 ·
1964 ·
1965 ·
1966 ·
1967 ·
1968 ·
1969 ·
1970 ·
1971 ·
1972 ·
1973 ·
1974 ·
1975 ·
1976 ·
1977 ·
1978 ·
1979 ·
1980 ·
1981 ·
1982 ·
1983 ·
1984 ·
1985 ·
1986 ·
1987 ·
1988 ·
1989 ·
1990 ·
1991 ·
1992 ·
1993 ·
1994 ·
1995 ·
1996 ·
1997 ·
1998 ·
1999 ·
2000 ·
2001 ·
2002 ·
2003 ·
2004 ·
2005 ·
2006 ·
2007 ·
2008 ·
2009 ·
2010 ·
2011 ·
2012 ·
2013 ·
2014 ·
2015 ·
2016 ·
2017